# Hospital de La Piedad

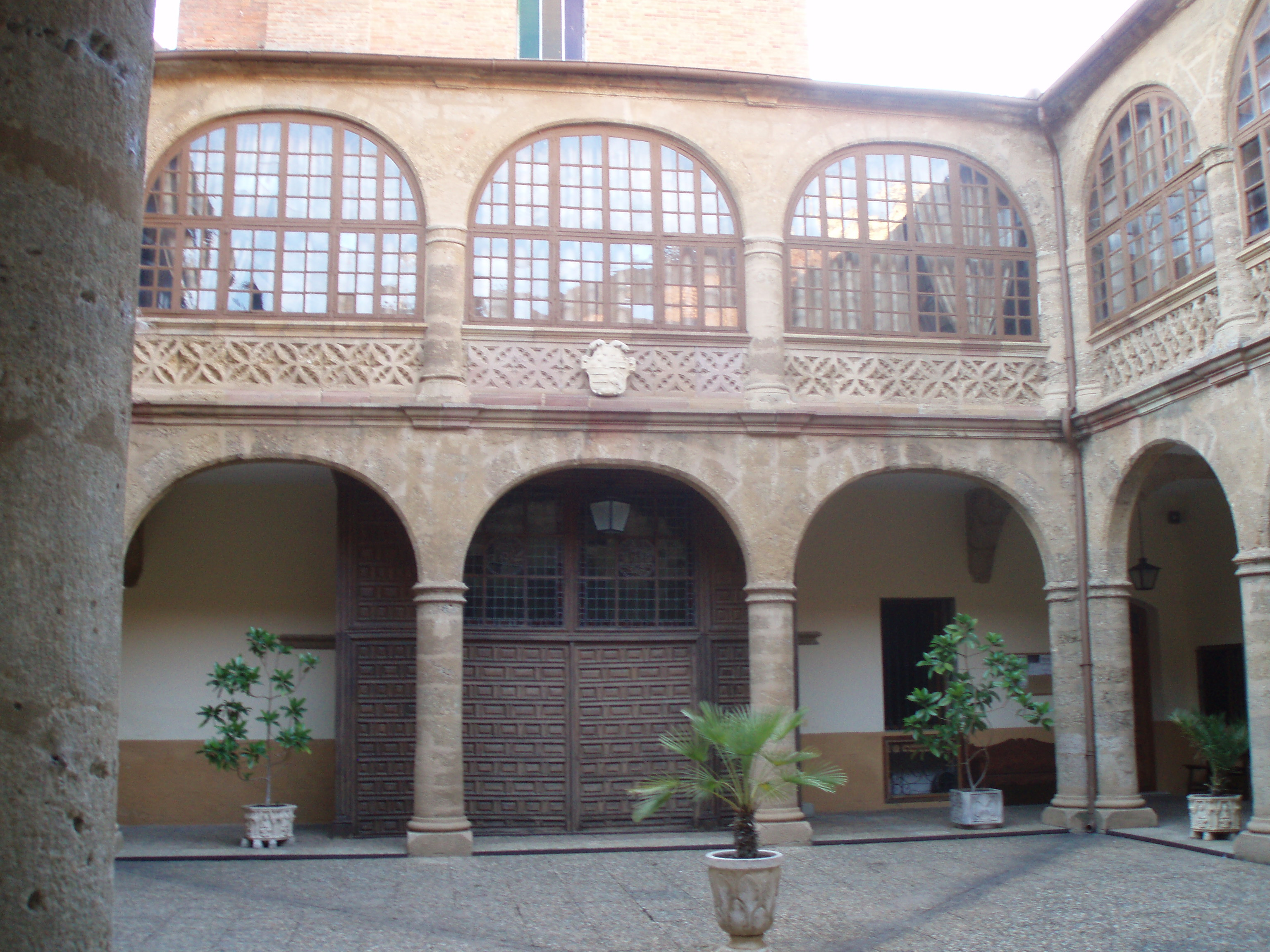
Patio

El Hospital de La Piedad es un antiguo hospital de peregrinos de Benavente (Zamora, España), declarado Bien de Interés Cultural en 2003.

## Historia
La fundación del Hospital de la Piedad se debe al V conde de Benavente, don Alfonso Pimentel y a su esposa, doña Ana de Herrera y Velasco.
El Hospital, en principio, estaba destinado a acoger a los peregrinos aunque también estaba facultado para atender a los enfermos que pasaran por Benavente. Entre 1902 hasta 2019 albergó un asilo de ancianos, atendido por la Congregación de las Hermanas de los Ancianos Desamparados.
Actualmente se encuentra sin uso más allá del atractivo turístico que suscita.

## Características
La fachada del edificio es una bella muestra del arte del primer Renacimiento español, pues aún mantiene bastantes influencias del gótico. La portada está formada por una arco de medio punto con un amplio número de dovelas recuadrado por un gran alfiz. En su cornisa superior lleva una inscripción realizada en minúsculas francesas o góticas, encima de él aparece un alto relieve que representa la escena de la Piedad. Remata el conjunto un frontispicio con una concha en el centro y candeleros. A ambos lados del altorrelieve de la Piedad se encuentran los blasones de los fundadores. La decoración es de simulación vegetal y las repisillas en que está acabado el recuadro recuerdan el estilo gótico. En la puerta de entrada son de admirar los llamadores realizados en hierro forjado. Uno de ellos representa a Santiago Apóstol como peregrino y está totalmente decorado.
El interior del edificio destaca el patio de planta cuadrada, rodeado de galerías en dos pisos, todo ellos realizado en piedra. Los arcos son redondos, con algo de peralte; aparecen cuatro arcos en cada lado del patio, excepto el lado que se corresponde con la entrada a la capilla, en el que hay tres arcos carpaneles. Las columnas simulan el estilo dórico. En el piso de arriba existe otra hilera de arcos, pero con menos altura y con antepechos de claraboyas de estilo gótico.
La decoración no es siempre la misma, sino que varía en cada lado del patio.
En al capilla del Hospital de la Piedad existen algunos elementos artísticos de interés. La verja de la capilla es de hierro forjado, adornada con una friso decorado con unos motivos de estilo gótico. 
A los pies de las verjas se encuentra el sepulcro de don Juan Pimentel, sobrino de los condes fundadores y señor del priorato dejado a este hospital en tierras de Vidriales. En el interior de la capilla se encuentra una talla de "La Muerte de San José", es una de las pocas esculturas que representan esa escena en el mundo.